# Perdonanze e corso del Monticano
Perdonanze e corso del Monticano este o arie protejată (arie specială de conservare — SAC, sit de importanță comunitară — SCI) din Italia întinsă pe o suprafață de 364 ha, integral pe uscat.

## Localizare
Centrul sitului Perdonanze e corso del Monticano este situat la coordonatele 45°58′14″N 12°15′56″E / 45.970556°N 12.265556°E.

## Înființare
Situl Perdonanze e corso del Monticano a fost declarat sit de importanță comunitară în septembrie 1995 pentru a proteja 8 specii de animale. Situl a fost protejat și ca arie specială de conservare în iulie 2018.

## Biodiversitate
Situată în ecoregiunea continentală, aria protejată conține 5 habitate naturale: Pajiști cu Molinia pe soluri calcaroase, turboase sau argilos-nămoloase (Molinion caeruleae), Pajiști uscate seminaturale și facies de acoperire cu tufișuri pe substraturi calcaroase (Festuco-Brometalia) (* situri importante pentru orhidee), Liziere de ierburi înalte hidrofile de câmpie și de nivel montan până la alpin, Cursuri de apă de la nivel de câmpie la nivel montan, cu vegetație Ranunculion fluitantis și Callitricho-Batrachion, Păduri de Castanea sativa.
La baza desemnării sitului se află mai multe specii protejate:
- păsări (5): pescăruș albastru (Alcedo atthis), ciuf-de-pădure (Asio otus), porumbel gulerat (Columba palumbus), sfrâncioc roșiatic (Lanius collurio), ciocănitoarea verde (Picus viridis)
- nevertebrate (2): Austropotamobius pallipes, rădașcă (Lucanus cervus)
- pești (1): Lethenteron zanandreai

Pe lângă speciile protejate, pe teritoriul sitului au mai fost identificate 2 specii de plante, 1 specie de mamifere, 1 specie de reptile.